# 성공회 내동성당
대한성공회 내동성당(內洞聖堂) 또는 대한성공회 인천내동교회는 1891년 9월 30일에 지어진 한국 최초의 성공회 교회이다. 대한성공회 서울교구에 소속되어 있다. 인천광역시 중구 내동에 있으며, 인천광역시의 유형문화재 제51호이다.

## 역사
1890년 9월 29일에 영국 해군 군종사제이며 조선 선교에 관심을 갖고 있던 코르페(한국명 고요한) 주교와 선교사 6명이 인천항에 처음 들어와 조선에서의 선교 활동을 시작하였다. 당시 성공회 선교사인 랜디스는 성공회 신자와 비신자의 구분없이 인도주의 의료 활동을 벌였으며, 한국의 설화(Folk-Tale)와 종교를 연구하는 등 한국학 연구에 기여했다. 내동성당은 1891년 9월 30일에 완공되었다. 중국 선교사인 스코트 주교가 코프 주교의 부탁을 받아 축성하였다. 랜디스는 한국이름이 남득시이고, 한국의 전통을 존중하여 온돌이 있는 성 루가 병원에서 환자들을 돌보았고, 한민족의 전통을 존중하여, 한국의학역사 처음으로 지은 서양식 병원이름을 낙선시 병원(선을 베푸는 병원)이라고 지었고, 입원환자를 돌보는 병실에는 온돌을 사용했으며, 환자이송에 가마를 썼다고 한다. 그래서 성공회 성 루가병원이 있던 인천 내동을 당시 사람들은 약대인 언덕이라고도 했다고 전해진다.
1902년 한때 러시아 영사관으로 사용되기도 하였으며, 1904년부터 1956년까지 성공회 신학원으로 운영되었다. 처음 지은 건물은 한국 전쟁 또는 6.25 동란당시에 소실(폭탄을 맞아 지붕이 소실됨)되었고, 현재 건물은 1955년 8월 28일에 주춧돌을 놓고 1956년 6월 23일에 완공하여 복구하여 축성한 것이다. 2019년 6월 23일(맥추감사주일, 성당축성육십주년)에 서울교구장인 이경호(베드로)주교와 담임사제인 이재복(멜기세덱)신부의 집전으로 성당축성 육십주년을 기억하는 감사성찬례 또는 미사를 집전했다. 수호성인이 성 미카엘(미가엘)천사와 모든 천사들이기 때문에 성 미가엘 성당이라고도 한다.

## 특징

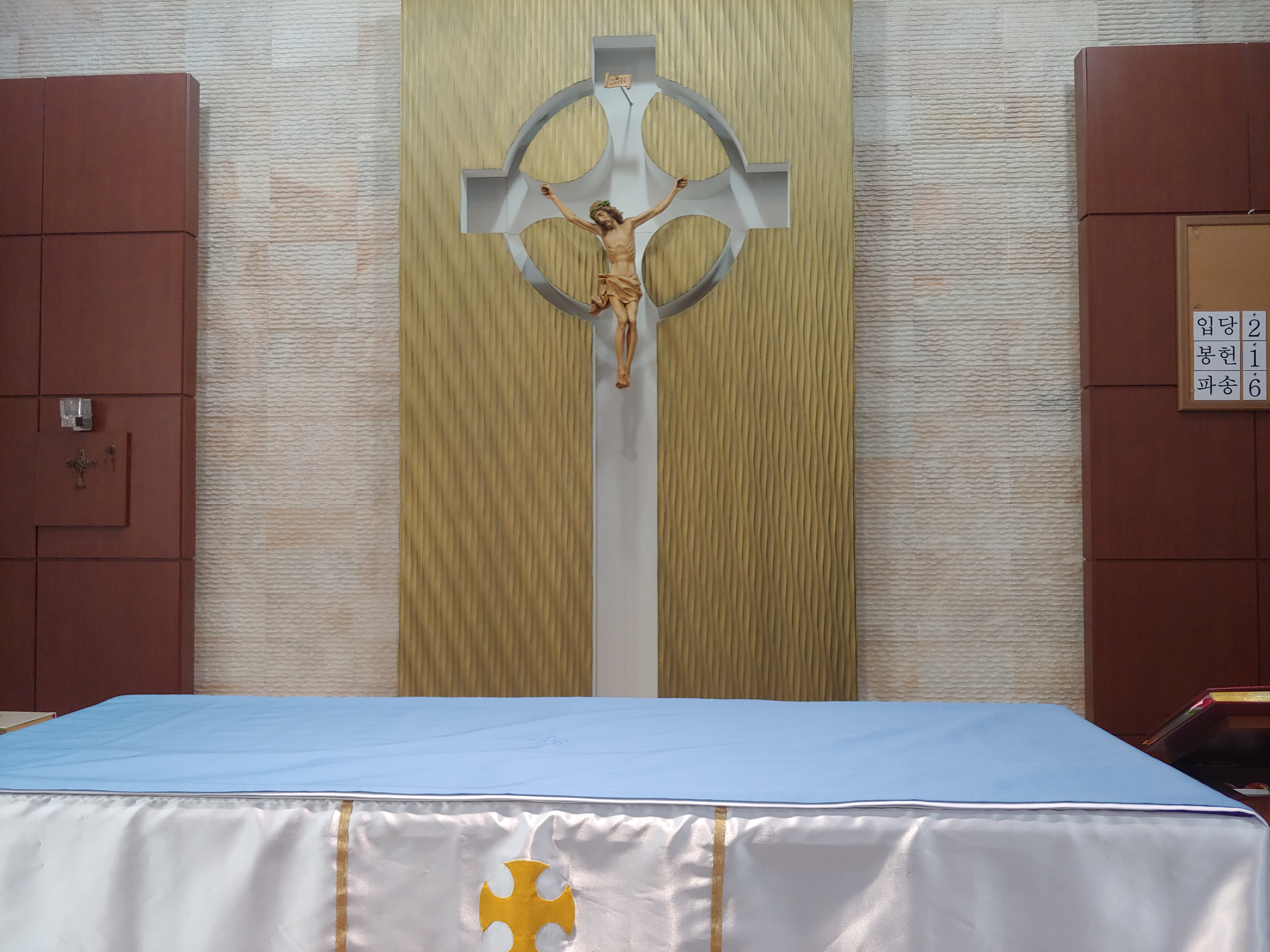
성공회 내동교회 소성전. 주일학교 예배에 쓰인다.

건물은 지붕만 목조 구조물이고, 외벽과 주요 구조물을 화강암으로 견고하게 쌓은 석조 구조물이다. 한국의 전통 건축 양식인 처마를 적용했으며, 창호와 벽체 부분의 처리가 뛰어나다. 그렇지만, 이 건물의 설계자가 한국 전통양식을 반영했다는 기록이 없다는 점과 처마에 해당하는 코니스 부분이 처마와 비슷한 방식으로 처리된 예를 그리스나 로마 건축에서 볼 수 있다는 점을 들어 한국의 전통 양식인 처마가 건물에 적용됐다는 것을 무리라고 보는 시각도 있다.
성공회 내동교회에는 감사성찬례와 성사 집전에 이용되는 성공회 성당 2채(대성당, 소성당) 외에도 결식 주민들을 그러니까 밥을 먹지 못하는 주민들을 돌보는 식사 봉사에 쓰이는 성 미카엘 사회복지관 1채, 사제관 1채, 예수가 손을 든 모습을 묘사한 하얀색의 성상(2019년 기준으로는 없음)이 있다. 성공회 내동성당 안은 목재로 지어졌으며, 성물로는 예수가 십자가에 달린 모습을 묘사한 십자고상, 성수를 담은 성천, 성체를 모시는 성막, 예수가 승천하는 모습을 묘사한 스테인드 글라스, 역대 주교와 사제들의 초상화, 감사성찬례 집전에 사용되는 제대, 사제가 설교를 하는 강단이 있다.

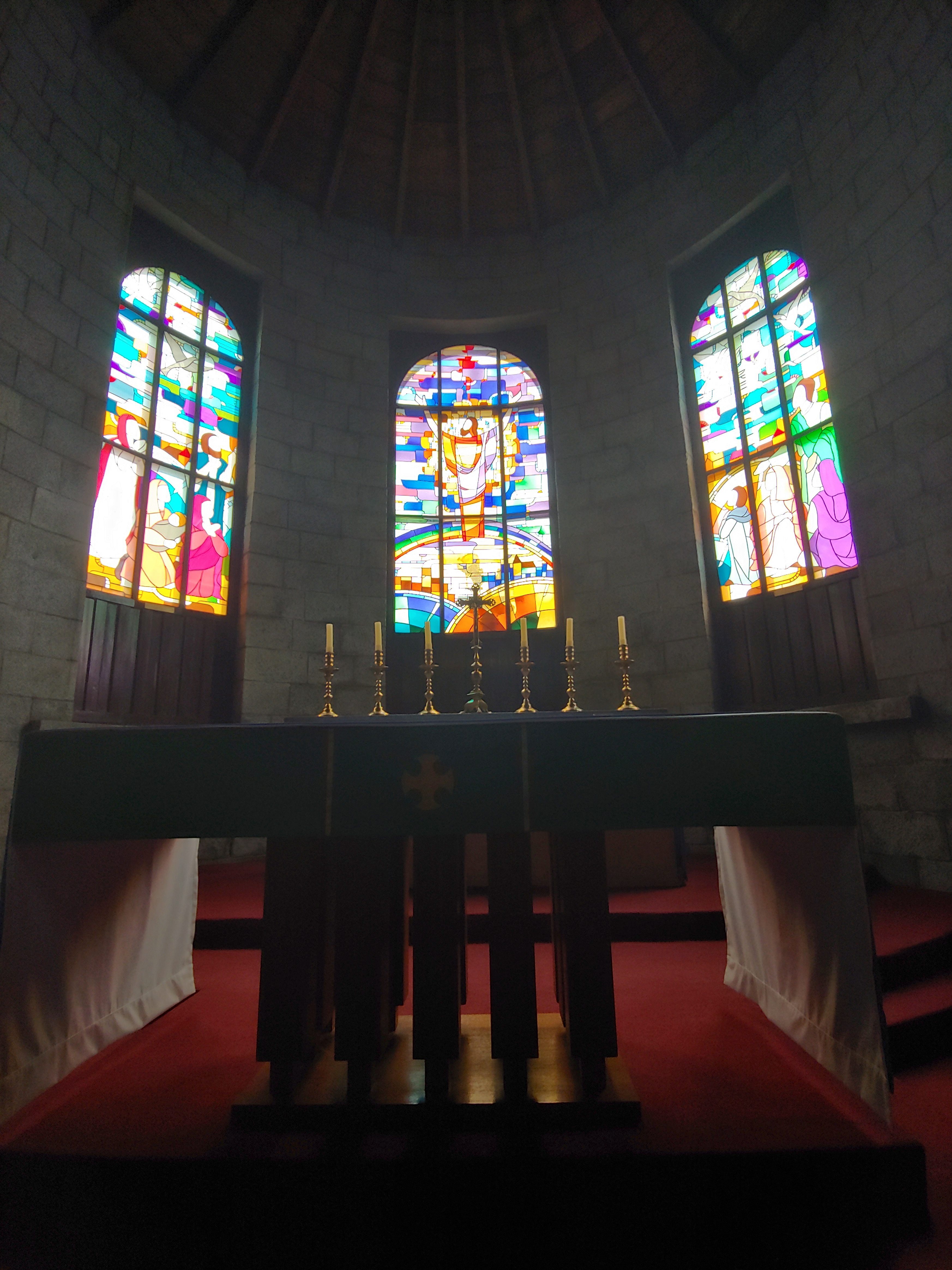
성공회 내동교회

## 사진

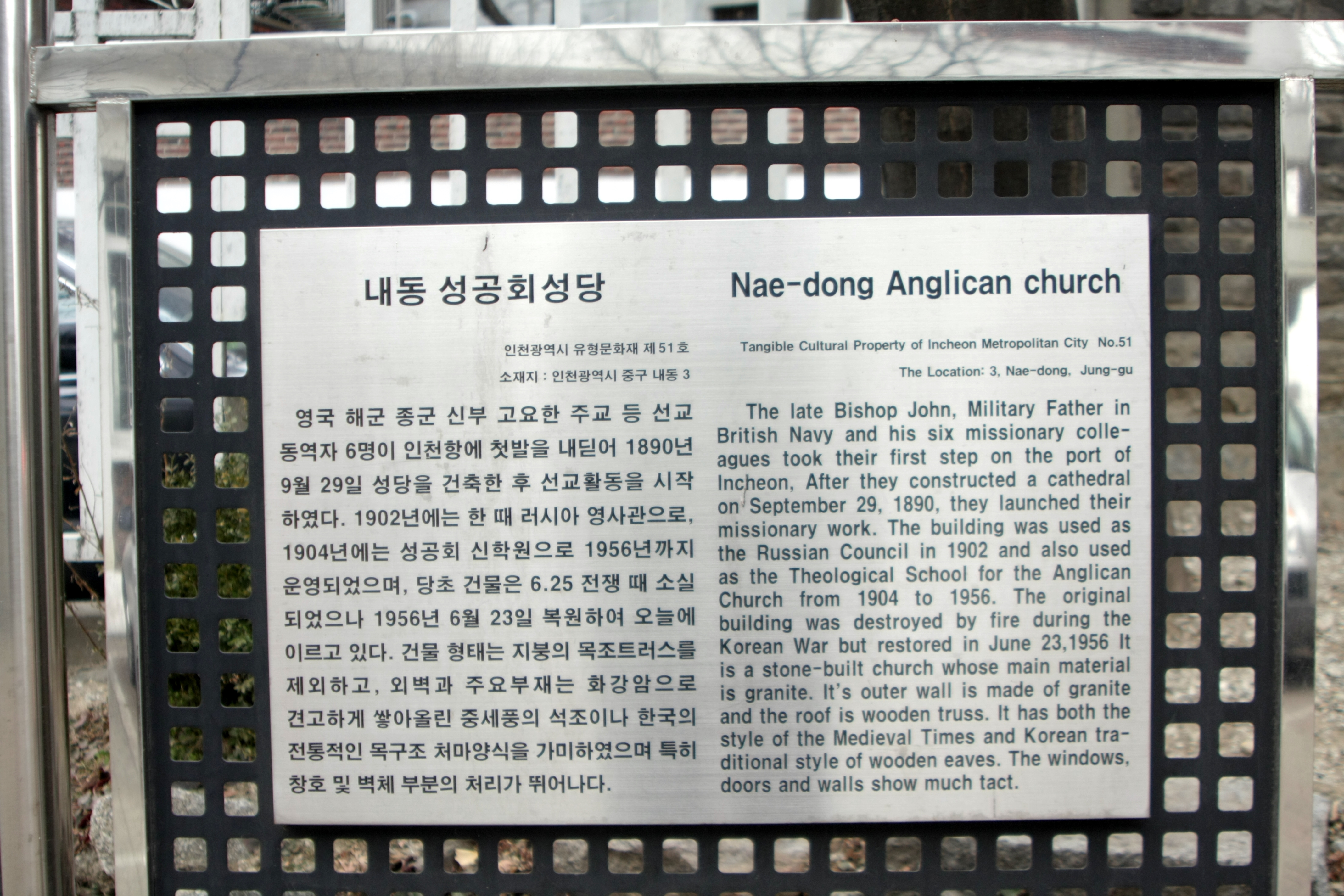
문화재 안내판
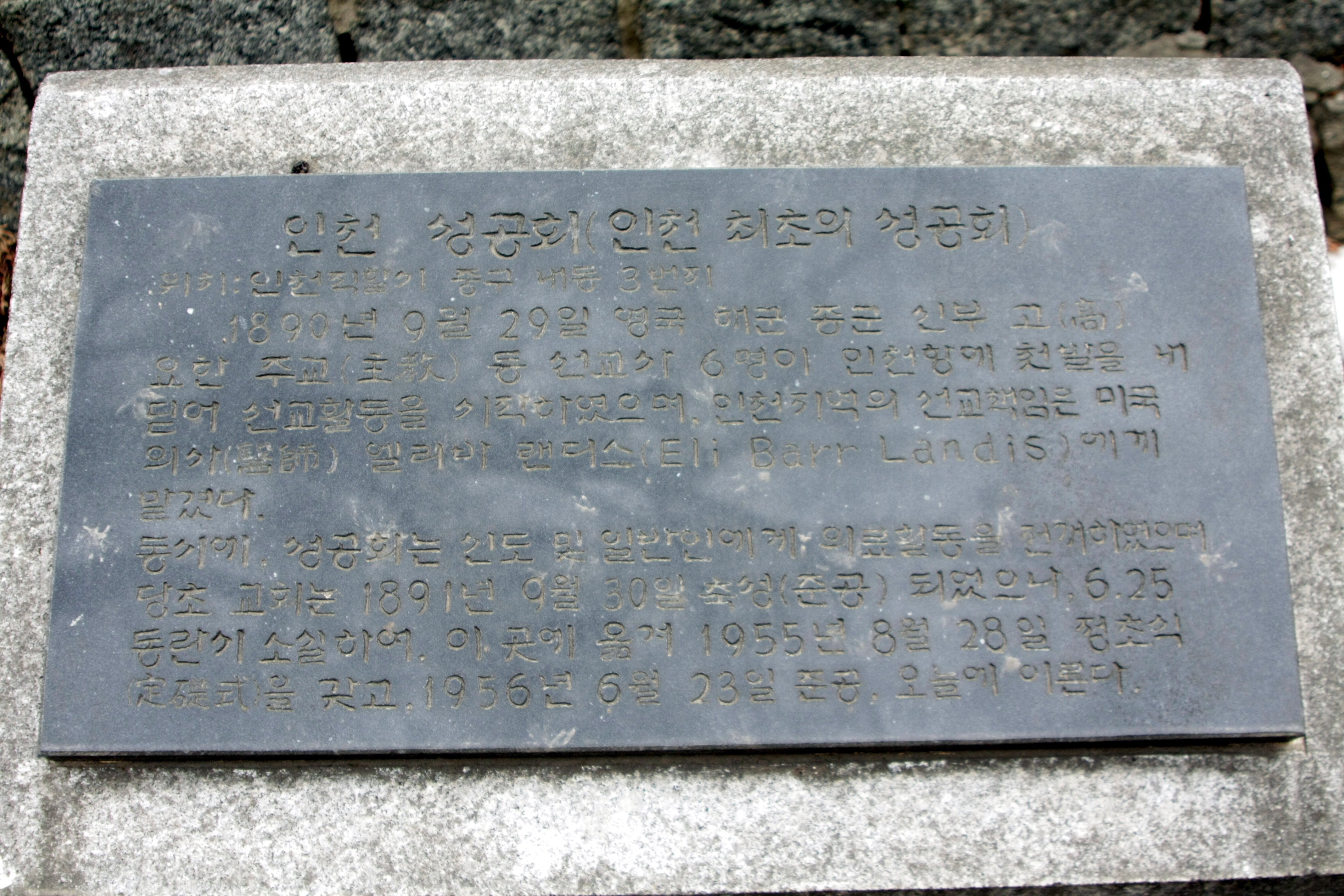
인천 성공회(인천 최초의 성공회) 비석
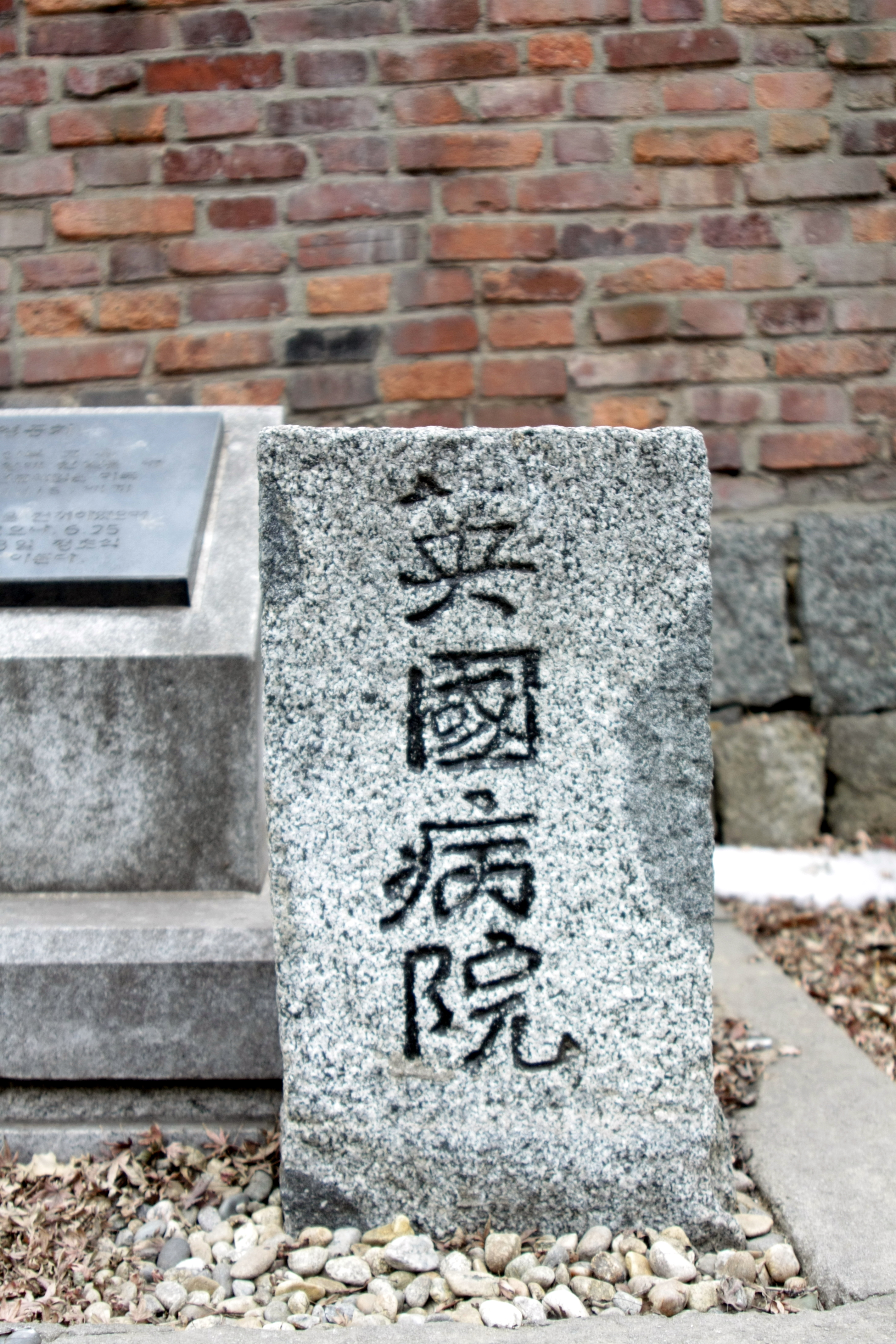
영국병원 표지석
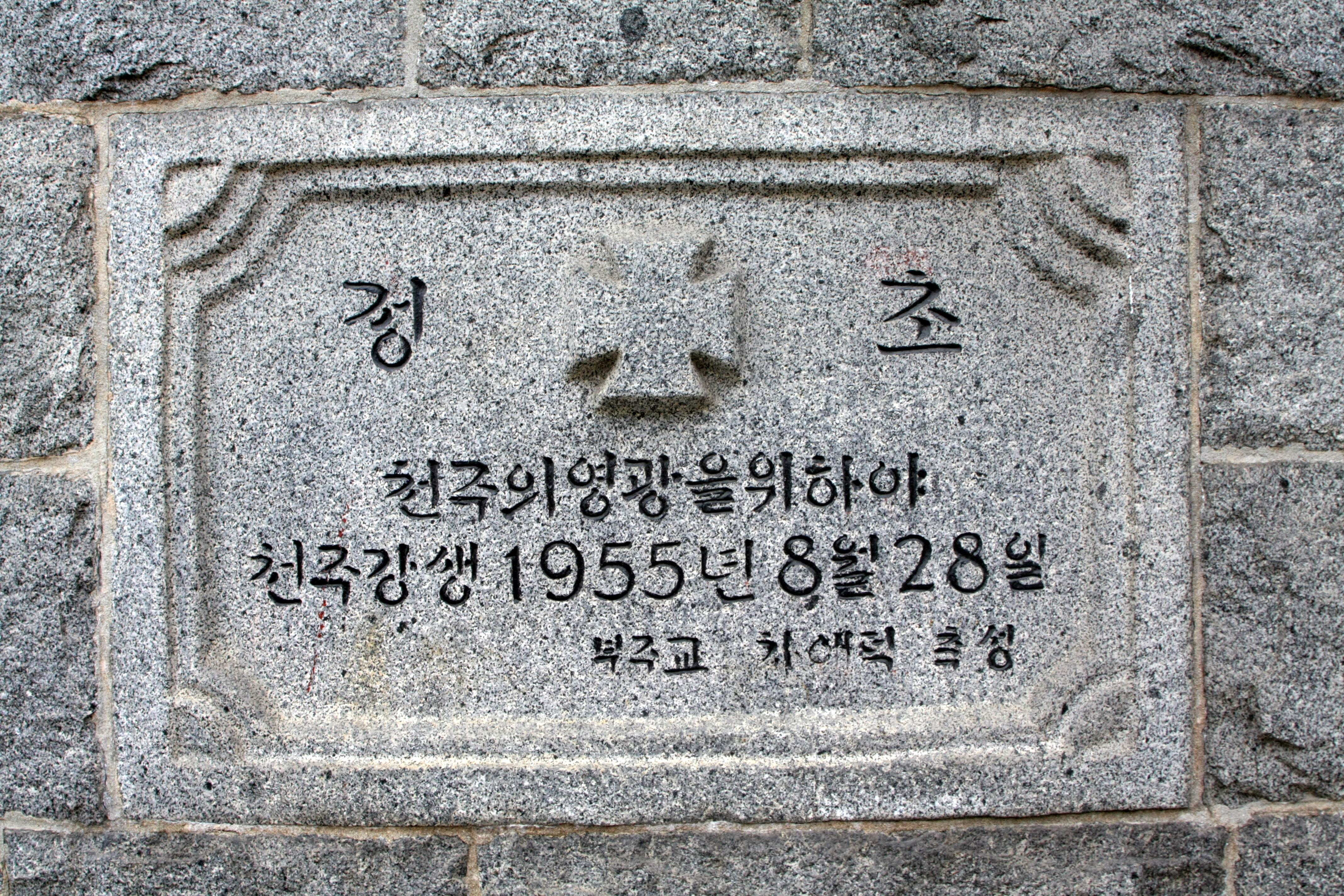
새로 지을 때 새긴 정초석
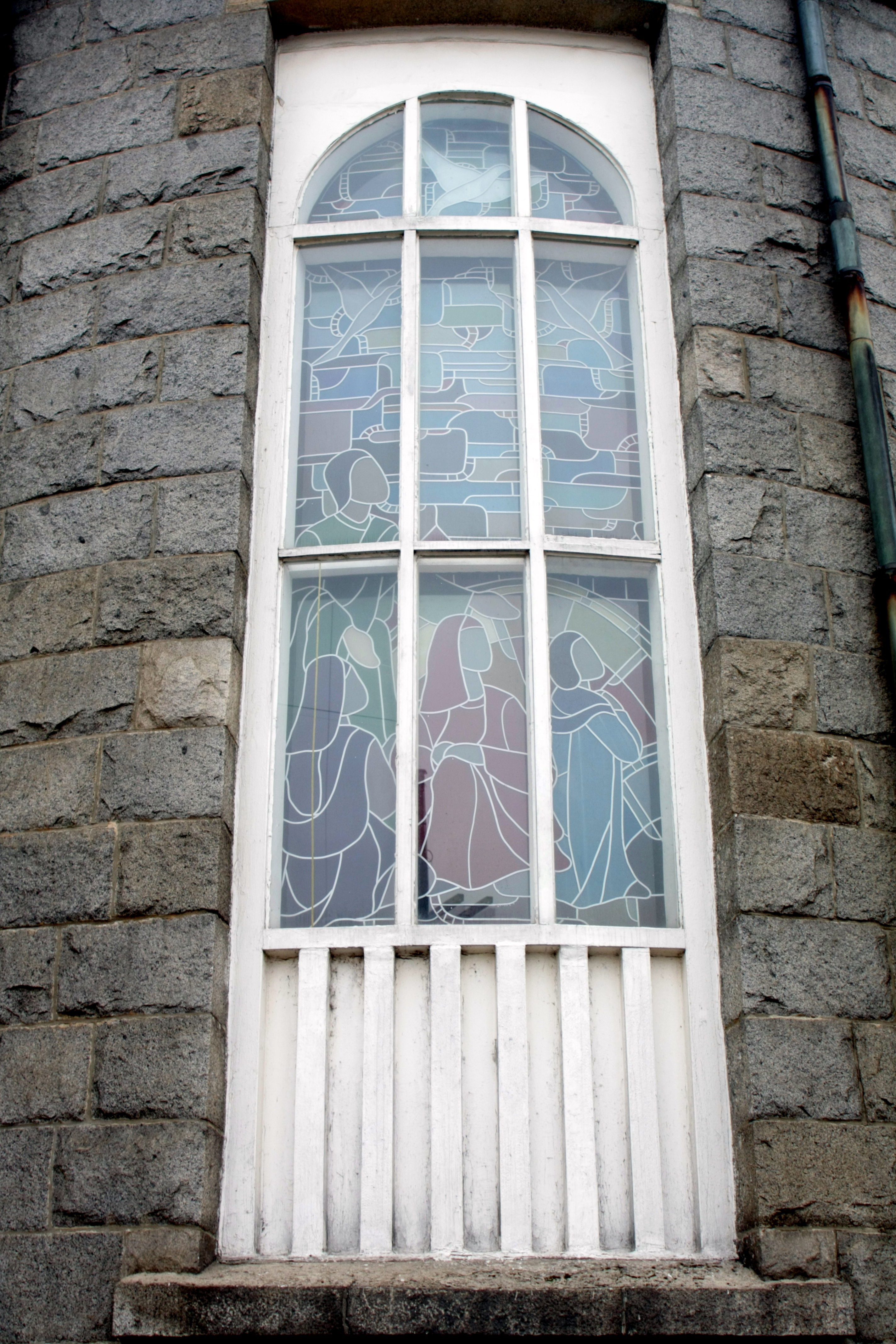
창호
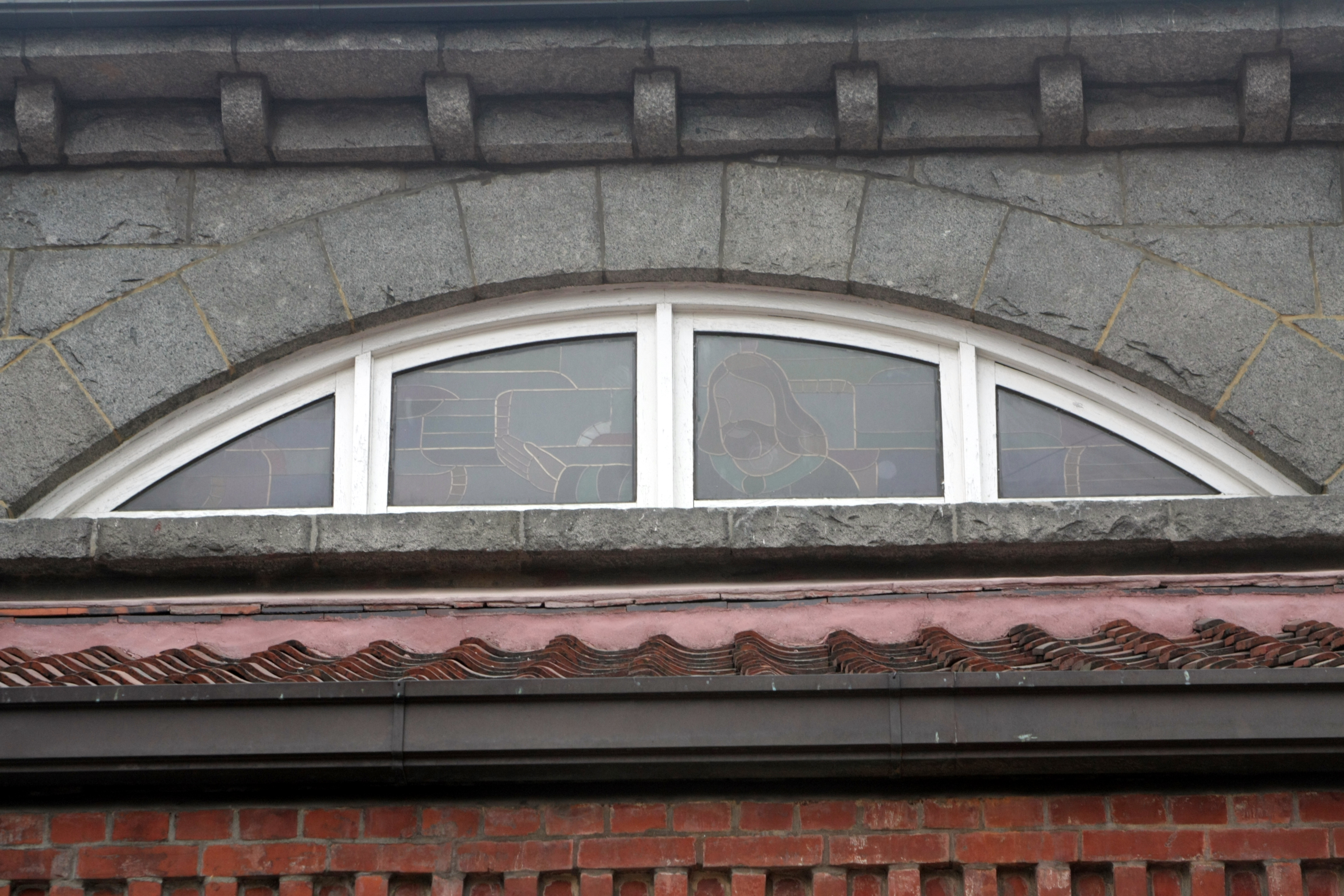
창호
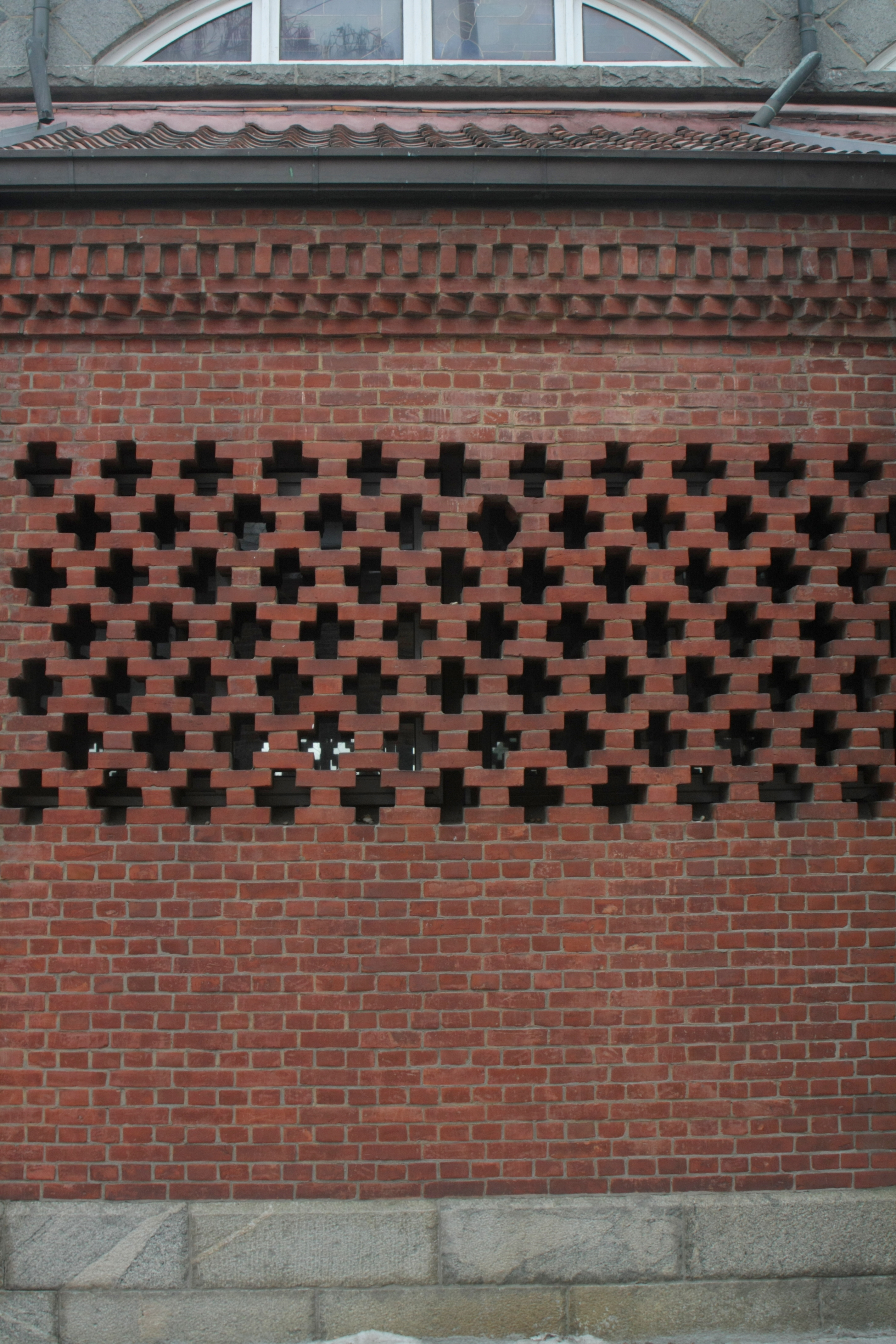
벽
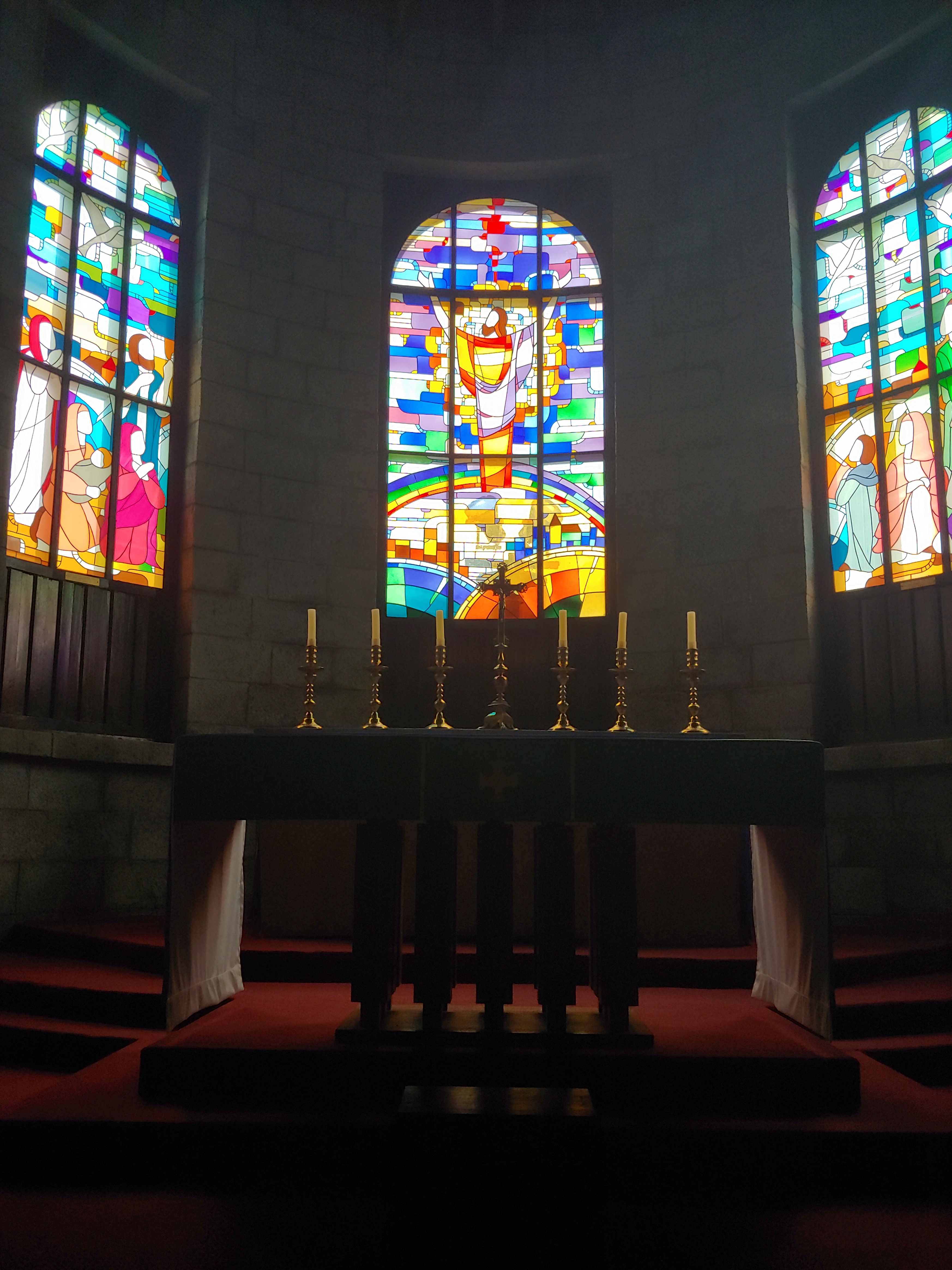
성공회 내동교회 대성전의 제대
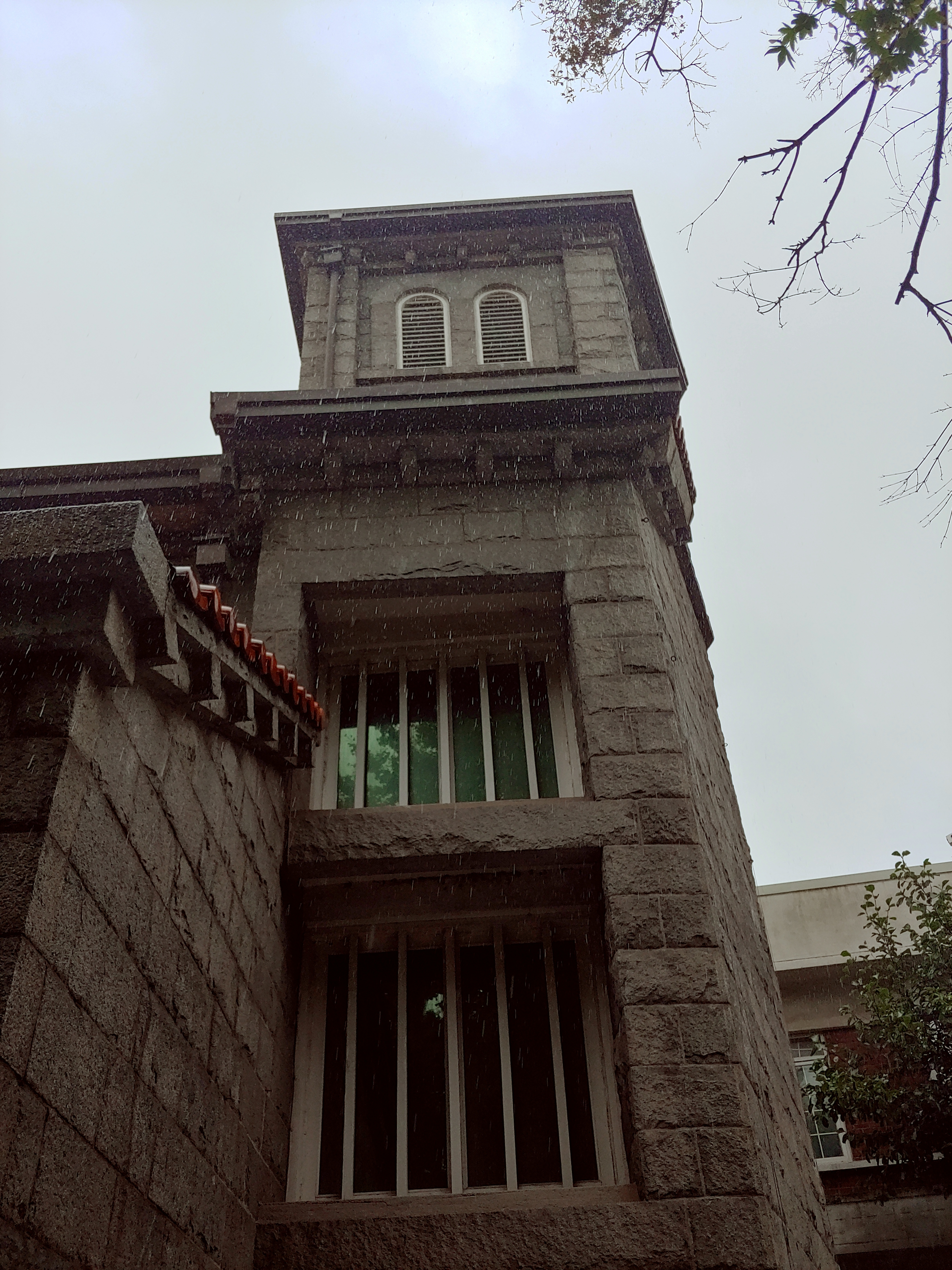
성공회 내동교회 출입문
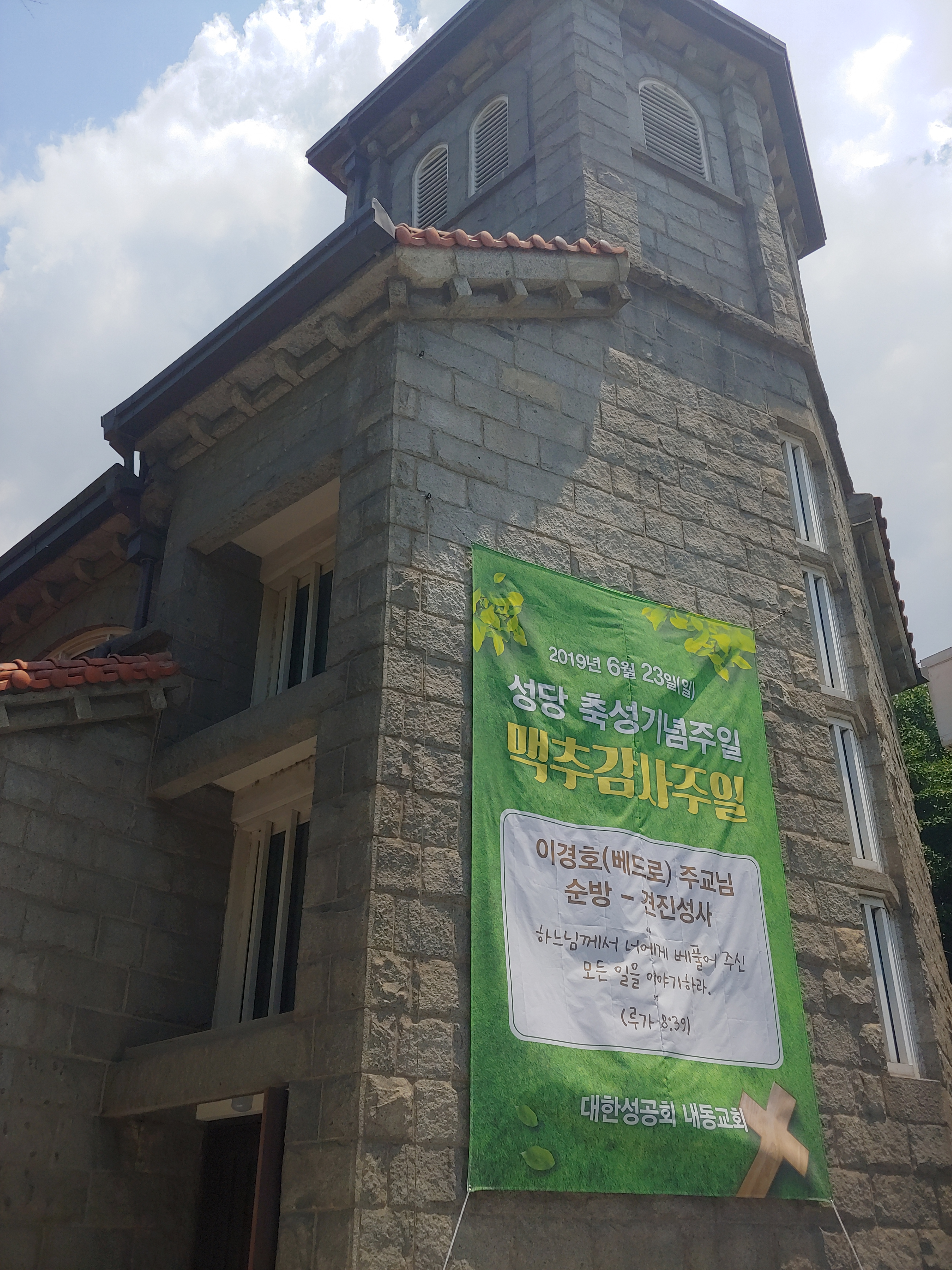
성공회 내동교회 축성 60주년2019.
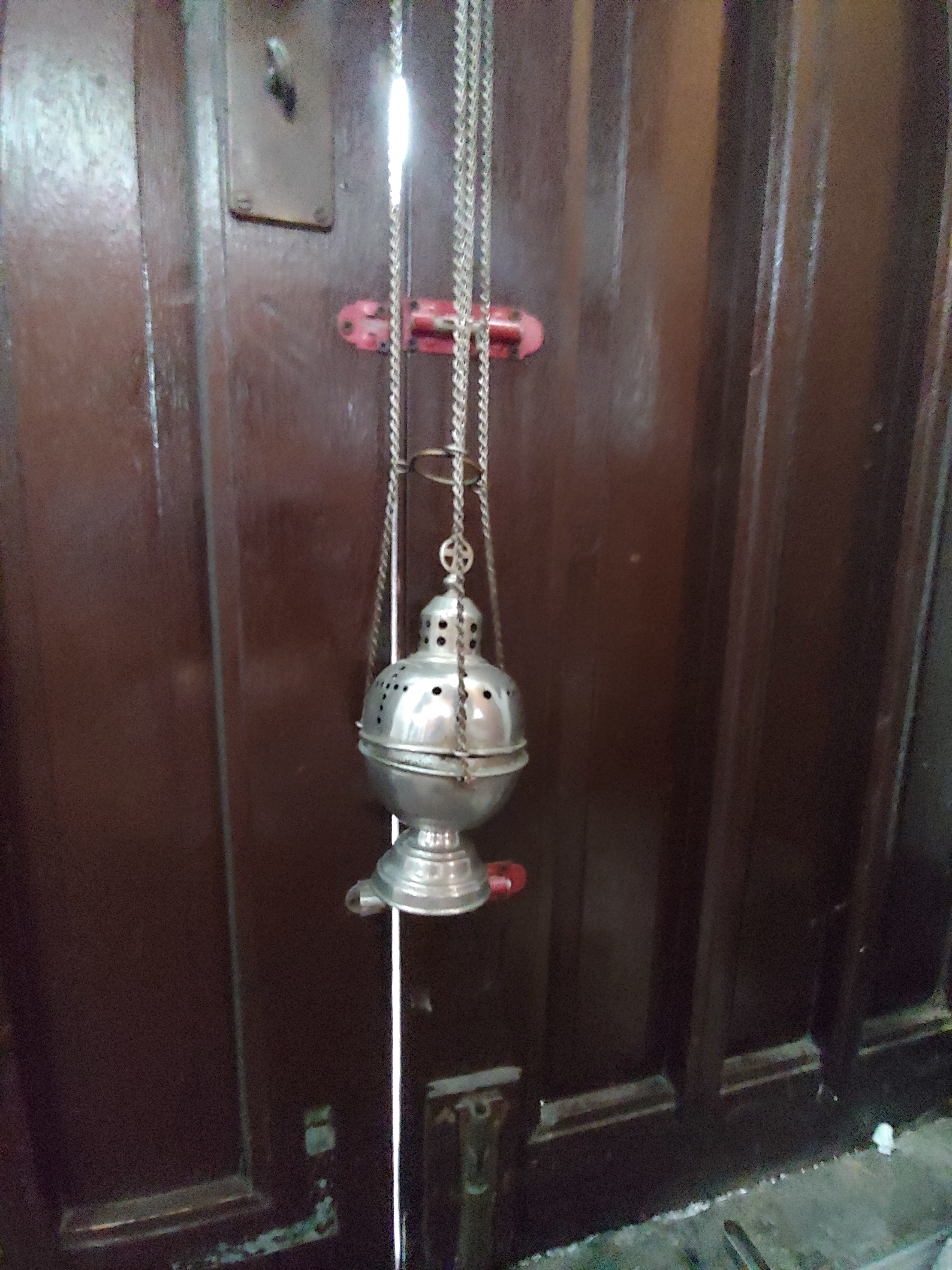
성공회 내동교회 유향

## 같이 보기
- 대한성공회 서울교구